# I-7 (tàu ngầm Nhật)
I-7 là một tàu ngầm tuần dương phân lớp Junsen 3 (巡潜三型) bao gồm hai chiếc có khả năng mang máy bay của Hải quân Đế quốc Nhật Bản. Nó cùng với tàu chị em I-8 là những tàu ngầm Nhật Bản lớn nhất được hoàn tất trước khi nổ ra xung đột tại Thái Bình Dương. Nhập biên chế năm 1937, nó đã hoạt động trong Chiến tranh Thế giới thứ hai, hỗ trợ cho cuộc tấn công Trân Châu Cảng, càn quét tàu bè tại Ấn Độ Dương, và tham gia các chiến dịch Guadalcanal và quần đảo Aleut. I-7 đắm ngoài khơi đảo Kiska thuộc quần đảo Aleut vào ngày 23 tháng 6, 1943, sau một cuộc đụng độ kéo dài với tàu khu trục Hoa Kỳ USS Monaghan.

## Thiết kế và chế tạo

### Thiết kế
Junsen III là sự tiếp nối của việc phát triển tàu ngầm sân bay, bắt đầu bằng phân lớp Junsen I Cải tiến với chiếc I-5 có khả năng vận hành một thủy phi cơ trinh sát, và sau đó là phân lớp Junsen II với chiếc I-6 khi được trang bị ngay từ đầu một hầm chứa cùng một máy phóng máy bay. Lớp Junsen III tiếp nối sau đó, bao gồm I-7 và I-8, cũng có các tính năng tương tự, với ý định sẽ hoạt động trong vai trò soái hạm của hải đội tàu ngầm. Hải quân Nhật muốn kết hợp những ưu điểm của các phân lớp Junsen trước đây với kiểu tàu ngầm Kaidai V. Junsen III là những tàu ngầm sau cùng có các thiết bị máy bay đặt sau tháp chỉ huy; mọi tàu ngầm sân bay Nhật Bản tiếp theo đều bố trí hầm chứa cùng máy phóng ở sàn phía trước.
Junsen III có trọng lượng choán nước 2.267 tấn (2.231 tấn Anh) khi nổi và 3.640 tấn (3.583 tấn Anh) khi lặn, lườn tàu có chiều dài 109,3 m (358 ft 7 in), mạn tàu rộng 9,10 m (29 ft 10 in) và mớn nước sâu 5,26 m (17 ft 3 in). Con tàu có thể lặn sâu 100 m (328 ft) và có một thủy thủ đoàn đầy đủ bao gồm 100 sĩ quan và thủy thủ.
Chiếc tàu ngầm trang bị hai động cơ diesel Kampon Mk.1A Model 10 công suất 11.200 mã lực phanh (8.352 kW), mỗi chiếc vận hành một trục chân vịt. Khi lặn, mỗi trục được vận hành bởi một động cơ điện 1.400 mã lực (1.044 kW). Con tàu có thể đạt tốc độ tối đa 23 hải lý trên giờ (43 km/h; 26 mph) khi nổi và 8 hải lý trên giờ (15 km/h; 9,2 mph) khi lặn. Khi Junsen III di chuyển trên mặt nước nó đạt tầm xa hoạt động 14.000 hải lý (26.000 km; 16.000 mi) ở tốc độ 16 hải lý trên giờ (30 km/h; 18 mph), và có thể lặn xa 80 nmi (150 km; 92 mi) ở tốc độ 3 hải lý trên giờ (5,6 km/h; 3,5 mph).
Lớp Junsen III có sáu ống phóng ngư lôi 53,3 cm (21,0 in), tất cả được bố trí trước mũi, và mang theo tổng cộng 20 quả ngư lôi Kiểu 89. Vũ khí trên boong tàu bao gồm hai khẩu hải pháo 14 cm/40 Kiểu năm thứ 11 cùng hai súng máy phòng không 13,2 mm (0,52 in) trên cầu tàu. Nó có thể vận hành một thủy phi cơ trinh sát Watanabe E9W chứa trong hầm chứa và phóng bằng máy phóng phía sau cầu tàu.

### Chế tạo
I-7 được đặt lườn tại Xưởng vũ khí Hải quân Kure tại Kure, Hiroshima vào ngày 12 tháng 9, 1934. Nó được hạ thủy vào ngày 3 tháng 7, 1935, rồi hoàn tất và nhập biên chế vào ngày 31 tháng 3, 1937.

## Lịch sử hoạt động

### 1937 - 1941
Vào lúc nhập biên chế, I-7 được điều động về Quân khu Hải quân Yokosuka. Đến ngày 1 tháng 12, 1937, nó được đặt làm soái hạm của Hải đội Tàu ngầm 1 trực thuộc Đệ Nhất Hạm đội, trong thành phần Hạm đội Liên hợp. Nó trở thành soái hạm của Hải đội Tàu ngầm 4 trực thuộc Đệ Nhất Hạm đội vào ngày 15 tháng 11, 1939, và đến ngày 11 tháng 10, 1940, nó nằm trong số 98 tàu chiến và 527 máy bay hải quân Nhật Bản tập trung tại vịnh Yokohama để tham gia cuộc duyệt binh hạm đội lớn nhất trong lịch sử Nhật Bản, nhân kỷ niệm 2.600 năm đăng quang của Thiên hoàng Jimmu.
I-7 trở thành soái hạm của Hải đội Tàu ngầm 2 trực thuộc Đệ Lục Hạm đội, trong thành phần Hạm đội Liên hợp, vào ngày 15 tháng 11, 1940. Đang khi thực hành cơ động trong vịnh Saeki, nó mắc tai nạn va chạm với tàu ngầm I-166; cả hai đều bị hư hại nhẹ. Trong khi vẫn đảm nhiệm vai trò soái hạm của Hải đội Tàu ngầm 2, I-7 nằm trong thành phần Đội tàu ngầm 8, vốn còn bao gồm các chiếc I-4, I-5 và I-6.
Vào ngày 10 tháng 11, 1941, bên trên soái hạm Katori, Phó đô đốc Shimizu Mitsumi, Tư lệnh Đệ Lục hạm đội, công bố Kế hoạch Z, là kế hoạch tấn công căn cứ Trân Châu Cảng của Hải quân Hoa Kỳ, mở màn cho cuộc xung đột tại Thái Bình Dương. I-7 được điều sang Lực lượng Tiền phương vào ngày 11 tháng 11, và khi lực lượng Hải quân Nhật Bản bắt đầu được huy động cho chiến dịch, nó cùng với phần còn lại của Hải đội Tàu ngầm 2 xuất phát từ Yokosuka vào ngày 16 tháng 11 để hướng sang khu vực quần đảo Hawaii. Trên đường đi vào ngày 2 tháng 12, nó nhận được thông điệp từ Hạm đội Liên hợp: "Leo núi Niitaka 1208" (tiếng Nhật: Niitakayama nobore 1208), là mật lệnh cho biết chiến sự với Khối Đồng Minh sẽ bắt đầu vào ngày 8 tháng 12 (theo giờ Nhật Bản, tức ngày 7 tháng 12 tại Hawaii bên kia đường đổi ngày).

#### Chuyến tuần tra thứ nhất - Trận Trân Châu Cảng
Vào ngày 7 tháng 12, Hải đội Tàu ngầm 2 được bố trí trên một tuyến tuần tra trải rộng từ phía Tây Bắc sang phía Đông Bắc Oahu, và I-7 đảm trách vai trò soái hạm. Họ được lệnh tấn công mọi tàu bè xuất phát từ Trân Châu Cảng trong và sau cuộc tấn công, vốn được lên kế hoạch vào sáng ngày hôm đó. Vào ngày 10 tháng 12, Bộ chỉ huy Đệ Lục hạm đội yêu cầu thủy phi cơ của I-7 bay trinh sát bên trên Trân Châu Cảng để đánh giá kết quả của đợt tấn công cùng những nỗ lực sửa chữa của phía Hoa Kỳ. I-7 cho phóng chiếc thủy phi cơ vào sáng ngày 16 tháng 12, từ vị trí 26 nmi (48 km) về phía Tây Kailua-Kona trên đảo Hawaii. Đội bay chiếc thủy phi cơ đã báo cáo về thành phần lực lượng Hải quân Hoa Kỳ hiện diện tại Trân Châu Cảng trước khi quay trở lại hạ cánh bên cạnh chiếc tàu ngầm lúc 09 giờ 45 phút. Sau khi vớt hai thành viên đội bay và đánh chìm chiếc thủy phi cơ, I-7 lặn xuống và rời khỏi khu vực. Vào ngày 17 tháng 12, nó được lệnh chuyển sang khu vực phía Tây Nam Oahu để hỗ trợ hoạt động càn quét của Hải đội Tàu ngầm 2. Nó tách khỏi nhiệm vụ này vào ngày 21 tháng 12 để tuần tra về phía Tây Nam Oahu.

### 1942
Vào ngày 1 tháng 1, 1942, tại vị trí 120 nmi (220 km) về phía Tây Nam Oahu, I-7 phát hiện một tàu tuần dương hạng nhẹ và hai tàu khu trục đang đi về hướng Trân Châu Cảng, nên đã phóng hai quả ngư lôi tấn công, nhưng đều bị trượt. Các tàu khu trục đi kèm đã phản công, thả sáu quả mìn sâu, nhưng I-7 thoát được mà không bị hư hại. Đến ngày 9 tháng 1, 1942, nó được lệnh tham gia  truy tìm chiếc tàu sân bay Hoa Kỳ USS Lexington, vốn bị tàu ngầm I-18 phát hiện ở vị trí 270 nmi (500 km) về phía Đông Bắc đảo Johnston; tuy nhiên nó đã không tìm thấy tàu chiến đối phương. I-7 về đến Kwajalein vào ngày 22 tháng 1, rồi lên đường hai ngày sau đó để quay về Nhật Bản, đi đến Yokosuka vào ngày 2 tháng 2.

#### Chuyến tuần tra thứ hai
Trong khi I-7 ở lại Yokosuka từ ngày 2 đến ngày 11 tháng 2, Hải đội Tàu ngầm 2 được điều động tham gia Chiến dịch Đông Ấn thuộc Hà Lan trong thành phần Lực lượng Khu vực Đông Nam vào ngày 8 tháng 2, và I-7 được chỉ định làm soái hạm của Nhóm tàu ngầm C. I-7 khởi hành từ Yokosuka vào ngày 11 tháng 2 để hướng sang Đông Ấn thuộc Hà Lan, có chặng dừng tại Palau trong các ngày 16 và 17 tháng 2, rồi đi đến vịnh Staring về phía Đông Nam Kendari, Celebes (nay là Sulawesi) vào ngày 21 tháng 2. Nó lên đường lúc 06 giờ 00 ngày 23 tháng 2, với Tư lệnh Nhóm tàu ngầm C trên tàu, cho chuyến tuần tra thứ hai trong Ấn Độ Dương về phía Nam đảo Java. Nó cùng các tàu ngầm I-4, I-5 và I-6 hình thành nên tuyến tuần tra cách 400 nmi (740 km) về phía Nam Java, để đánh phá tuyến hàng hải Đồng Minh giữa Châu Âu và Australia.
Trong Ấn Độ Dương ở vị trí 150 nmi (280 km) về phía Tây Nam quần đảo Cocos, lúc 12 giờ 30 phút ngày 2 tháng 3, một máy bay xuất phát từ một tàu sân bay Nhật Bản đã tấn công nhầm vào I-7, nó thoát được mà không bị hư hại. Đến 10 giờ 00 ngày 4 tháng 3, nó trồi lên mặt nước tại vị trí 250 nmi (460 km) về phía Tây Bắc quần đảo Cocos để tấn công bằng hải pháo chiếc tàu buôn Hà Lan Merkus (865 tấn), vốn đang chở cao su từ Tjilatjap, Java đến Colombo, Ceylon (nay là Sri Lanka). Thủy thủ đoàn của Merkus đã bỏ tàu khi nó đắm tại tọa độ 08°40′N 094°30′Đ / 8,667°N 94,5°Đ. I-7 kết thúc chuyến tuần tra và đi đến căn cứ Penang tại Malaya bị chiếm đóng vào ngày 8 tháng 3.

#### Không kích Ấn Độ Dương
Vào ngày 15 tháng 3, Bộ chỉ huy Hạm đội Liên hợp ra lệnh cho Hải đội Tàu ngầm 2, ngoại trừ chiếc I-1, hoạt động trinh sát dọc bờ biển Ceylon (nay là Sri Lanka) và phía Tây Ấn Độ, nhằm chuẩn bị cho Chiến dịch C, cuộc đột kích Ấn Độ Dương do các tàu sân bay thuộc Lực lượng Cơ động của Hạm đội Liên hợp thực hiện. Vì vậy I-6 rời Penang lúc 16 giờ 00 ngày 28 tháng 3, mang theo một thủy phi cơ Watanabe E9W1, để bắt đầu chuyến tuần tra tại khu vực Ấn Độ Dương với nhiệm vụ trinh sát Colombo và Trincomalee, Ceylon vào ngày 3 tháng 4, hai ngày trước khi tiến hành cuộc không kích.
Lúc 05 giờ 17 phút ngày 1 tháng 4, một thủy phi cơ tuần tra PBY Catalina thuộc Liên đội 201 Không quân Hoàng gia Anh đã tấn công I-7 khi chiếc tàu ngầm đang di chuyển trên mặt nước ở vị trí 180 nmi (330 km) về phía Nam Ceylon. Chiếc Catalina đã ném hai quả bom xuống gần tàu, nhưng I-7 thoát được mà không bị hư hại. Bốn giờ sau đó, nó tiếp tục đụng độ với các tàu tuần tra Đồng Minh tại cùng khu vực, nên hạm trưởng I-7 quyết định hủy bỏ các phi vụ trinh sát dự định vào ngày 3 tháng 4 do hoạt động tích cực của đối phương; thay vào đó nó gửi các báo cáo trinh sát thời tiết cho Lực lượng Cơ động.
Lúc 03 giờ 40 phút ngày 3 tháng 4, trong Ấn Độ Dương ở vị trí 300 nmi (560 km) về phía Đông quần đảo Maldives, I-7 bắt gặp chiếc tàu buôn Anh Glenshiel (9.415 tấn), vốn đang trong hành trình từ Bombay, Ấn Độ đến Fremantle, Australia. I-7 đã phóng hai quả ngư lôi Type 89 tấn công, và một quả trúng đích bên mạn trái đã khiến Glenshiel bị ngập nước phần đuôi tàu. Chiếc tàu buôn đánh tín hiệu cầu cứu và bắt đầu bỏ tàu. Sau khi trúng thêm một quả ngư lôi và khoảng 20 phát đạn pháo, Glenshiel đắm tại tọa độ 00°48′N 078°33′Đ / 0,8°N 78,55°Đ; toàn bộ thủy thủ và hành khách đều sống sót.
Được điều về Lực lượng Tiền Phương từ ngày 10 tháng 4, I-7 cùng với I-3 về đến Singapore vào ngày 15 tháng 4. Nó khởi hành vào ngày 21 tháng 4 để quay trở về Nhật Bản, về đến Yokosuka vào ngày 1 tháng 5, nơi nó được sửa chữa.

#### Chuyến tuần tra thứ ba - Chiến dịch quần đảo Aleut
Trong khi I-7 được sửa chữa và đại tu tại Yokosuka, Chiến dịch quần đảo Aleut bắt đầu vào ngày 3 tháng 6 với cuộc không kích của Nhật Bản xuống Dutch Harbor, Alaska, và tiếp nối bởi việc chiếm đóng các đảo Attu vào ngày 5 tháng 6 và Kiska vào ngày 7 tháng 6 mà không bị kháng cự. Đến ngày 10 tháng 6, các tàu ngầm I-1, I-2, I-3, I-4, I-5, I-6 và I-7 được điều động sang Lực lượng phía Bắc để hoạt động tại vùng biển quần đảo Aleut. I-7 khởi hành từ Yokosuka vào ngày 11 tháng 6 cho chuyến tuần tra thứ ba tại khu vực Bắc Thái Bình Dương. Đến ngày 20 tháng 6, nó tham gia tuyến tuần tra K giữa 48°B 178°T / 48°B 178°T và 50°B 178°T / 50°B 178°T, và ở lại khu vực tuần tra cho đến ngày 20 tháng 7.
Trong vịnh Alaska vào ngày 14 tháng 7, I-7 phát hiện tàu vận tải Lục quân Hoa Kỳ USAT Arcata (2.722 tấn) vốn đang trong hành trình từ Bethel, Alaska đến Seattle, Washington, và đã tấn công mục tiêu bằng hải pháo. Sau khi một quả đạn pháo bắn trúng cầu tàu, thủy thủ và hành khách của Arcata bắt đầu bỏ tàu; Arcata đắm tại tọa độ 53°41′B 157°45′T / 53,683°B 157,75°T, và bảy thành viên thủy thủ đoàn đã thiệt mạng. Phía Nhật Bản cho rằng I-7 đã ngừng bắn khi thấy mục tiêu thả xuồng cứu sinh; nhưng những người sống sót của Arcata cho rằng I-7 tiếp tục xả súng máy vào xuồng cứu sinh của họ, khiến thêm một thủy thủ nữa thiệt mạng.
I-7 được điều trở lại Lực lượng Tiền Phương từ ngày 20 tháng 7. Nó kết thúc chuyến tuần tra và về đến Yokosuka vào ngày 1 tháng 8, nơi nó được đại tu.

#### Chuyến tuần tra thứ tư
Trong khi I-7 ở lại cảng Yokosuka, Chiến dịch Guadalcanal bắt đầu vào ngày 7 tháng 8, khi lực lượng Thủy quân Lục chiến Hoa Kỳ đổ bộ lên Guadalcanal, Tulagi, đảo Florida, Gavutu và Tanambogo ở phía Đông Nam quần đảo Solomon. Đến ngày 20 tháng 8, Hải đội Tàu ngầm 2 được giải thể và I-7 được phối thuộc trực tiếp cùng Đệ Lục hạm đội, và đến ngày 31 tháng 8 được điều về Đội tàu ngầm 7. Với Tư lệnh Đội tàu ngầm 7 trên tàu và mang theo một thủy phi cơ Watanabe E9W1, nó khởi hành từ Yokosuka vào ngày 8 tháng 9 để đi căn cứ Truk tại quần đảo Caroline, đến nơi vào ngày 15 tháng 9. Được điều sang Đơn vị Canh phòng 1, nó lên đường vào ngày 19 tháng 9 để bắt đầu chuyến tuần tra thứ tư, hoạt động tại phía Đông Nam đảo San Cristóbal thuộc quần đảo Solomon.
Vào ngày 10 tháng 10, I-7 được lệnh rời khu vực tuần tra để tiến hành trinh sát Espiritu Santo, nhằm chuẩn bị cho một cuộc đột kích của Lực lượng Đổ bộ Hải quân Đặc biệt do tàu ngầm I-1 thực hiện. Thủy phi cơ E9W1 của I-7 đã trinh sát bên trên Espiritu Santo ba ngày sau đó, phát hiện hai tàu tuần dương hạng nhẹ, bảy tàu vận tải, nhiều tàu nhỏ và thủy phi cơ ngoài khơi bờ biển phía Nam. I-7 tiến hành bắn phá Espiritu Santo trong đêm 14 tháng 10 với 14 phát đạn pháo. Nó lại bắn phá nơi đây một lần nữa trước lúc bình minh ngày 23 tháng 10, nhưng chỉ kịp bắn sáu phát đạn trước khi bị pháo phòng thủ duyên hải đối phương bắn trả, buộc phải lặn xuống ẩn nấp.
I-7 được lệnh trinh sát Espiritu Santo một lần nữa vào ngày 31 tháng 10, nhưng chiếc E9W1 của nó bị hư hại và không thể cất cánh. Dù sao nó cũng trinh sát mục tiêu qua kính tiềm vọng vào ngày 7 tháng 11. Sau khi được tàu ngầm I-9 mang theo một thủy phi cơ Yokosuka E14Y1 thay phiên ngoài khơi Espiritu Santo vào ngày 9 tháng 11, I-7 được lệnh đi đến trinh sát Ndeni và Vanikoro thuộc quần đảo Santa Cruz. Nó trinh sát Ndeni qua kính tiềm vọng vào ngày 10 tháng 11, không phát hiện mục tiêu nào quan trọng, rồi chiếc E9W1 của nó trinh sát bên trên Vanikoro vào ngày hôm sau. Sau đó chiếc tàu ngầm rút lui về Truk, đến nơi vào ngày 18 tháng 11. Nó tiếp tục lên đường vào ngày 24 tháng 11 để quay trở về Nhật Bản, về đến Yokosuka vào ngày 1 tháng 12.

### 1943

#### Chuyến tuần tra thứ năm - Chiến dịch quần đảo Aleut
Vào ngày 1 tháng 4, Đội tàu ngầm 7 được điều động sang Đệ Ngũ Hạm đội để hoạt động tại khu vực Bắc Thái Bình Dương, với nhiệm vụ chủ yếu là vận chuyển tiếp liệu và tăng viện cho lực lượng đồn trú tại quần đảo Aleut. I-7 khởi hành từ Yokosuka vào ngày 21 tháng 4, vận chuyển thực phẩm và đạn dược đến đảo Kiska, đến nơi vào ngày 1 tháng 5, rồi tiếp tục đi đến đảo Attu vào ngày 4 tháng 5. Nó lên đường ngay trong hôm đó để quay trở về Nhật Bản, ghé đến Paramushiro thuộc quần đảo Kurils vào ngày 8 tháng 5 trước khi về đến Yokosuka vào ngày 12 tháng 5. Trong thời gian đó vào ngày 11 tháng 5, lực lượng Đồng Minh bắt đầu phản công tại khu vực này, khi Lực lượng Đặc nhiệm 16 dưới quyền Chuẩn đô đốc Thomas C. Kinkaid cho đổ bộ các sư đoàn 4 và 7 nhằm tái chiếm đảo Attu.
Với Tư lệnh Đội tàu ngầm 7 trên tàu, I-7 khởi hành từ Yokosuka vào ngày 18 tháng 5 với hàng tiếp liệu cho lực lượng chiến đấu tại Attu, đồng thời thực hiện chuyến tuần tra thứ năm. Khi nó đi đến Attu vào ngày 21 tháng 5, tình hình đã xấu đến mức Đại bản doanh Nhật Bản quyết định bỏ Attu, đồng thời cho triệt thoái toàn bộ lực lượng khỏi đảo Kiska lân cận, bắt đầu từ ngày 26 tháng 5. Khi I-7 rời khu vực tuần tra tại Attu và đi đến ngoài khơi Kiska vào ngày 26 tháng 5, nơi đây đang bị đối phương không kích. Nó phải đợi cho đến 22 giờ 30 phút trước khi tiến vào cảng, cho chất dỡ lương thực và đạn dược, rồi đón lên tàu 60 thương binh và bệnh binh cùng 53 người khác để đưa về Paramushiro, đến nơi vào ngày 1 tháng 6. Trong thời gian này, Attu thất thủ vào ngày 30 tháng 5.
Sau khi được chiếc tàu tiếp dầu Teiyō Maru tiếp nhiên liệu vào ngày 2 tháng 6, I-7 lại lên đường hai ngày sau đó cho một chuyến đi tiếp liệu khác sang Kiska. Nó cùng tàu ngầm I-34 đến nơi vào ngày 8 tháng 6, cho chất dỡ 15 tấn lương thực và 9 tấn đan dược, rồi đón lên tàu 101 hành khách để đưa về Paramushiro, đến nơi vào ngày 13 tháng 6.
Một lần nữa đón Tư lệnh Đội tàu ngầm 7 lên tàu, I-7 khởi hành từ Paramushiro lúc 16 giờ 00 ngày 15 tháng 6 cho chuyến đi tiếp liệu tiếp theo sang Kiska. Tuy nhiên trên đường đi vào ngày 17 tháng 6, Tư lệnh Hải đội Tàu ngầm 1 yêu cầu các tàu ngầm I-7, I-34, I-36 và I-169 tạm ngưng các chuyến đi tiếp liệu đến Kiska, sau sự kiện chiếc I-157 bị mắc cạn vào ngày 16 tháng 6, và các cuộc tấn công của tàu khu trục Hoa Kỳ trang bị radar. Tư lệnh Hải đội Tàu ngầm 1 cũng ra lệnh cho các tàu ngầm I-2, I-157 và I-175 truy tìm các tàu chiến Hoa Kỳ.
Dưới áp lực từ Đại bản doanh yêu cầu tiếp tục việc tiếp liệu và triệt thoái khỏi Kiska, Hải đội Tàu ngầm 1 thay đổi mệnh lệnh vào ngày 18 tháng 6, cho phép các tàu ngầm tiếp nối hoạt động tiếp liệu. I-7 đi đến ngoài khơi Kiska vào ngày 19 tháng 6, nhưng vịnh Vega bị bao phủ một màn sương mù dày đặc, nên hạm trưởng I-7 cho trì hoãn việc chất dỡ hàng tiếp liệu.

#### Bị mất
I-7 trồi lên mặt nước ở vị trí khoảng 1 nmi (1,9 km) về phía Nam vịnh Vega lúc 19 giờ 00 ngày 20 tháng 6 nhằm cố gắng tiến vào nơi neo đậu Gertrude Cove. Tàu khu trục Hoa Kỳ USS Monaghan, lúc đó đang tuần tra ở vị trí 2 nmi (3,7 km) ngoài khơi Bukhti Point, đã phát hiện I-7 qua radar ở khoảng cách 14.000 yd (13 km) và bắt đầu tiếp cận. I-7 không được trang bị radar nên không biết Monaghan đang hiện diện tại khu vực cho đến 19 giờ 20, khi nó dò thấy âm thanh chân vịt tàu đối phương, nên bắt đầu chuẩn bị để lặn xuống. Mười phút sau đó, Monaghan khai hỏa hải pháo điều khiển bằng radar vào đối phương từ khoảng cách 2.000 yd (1.800 m), khiến I-7 bị bất ngờ. Trước khi chiếc tàu ngầm kịp lặn xuống, nó trúng hai phát đạn pháo 5-inch vào tháp chỉ huy bên mạn phải, làm thiệt mạng hạm trưởng, sĩ quan hoa tiêu, người lái tàu cùng hai hạ sĩ quan, và khiến sĩ quan thông tin bị thương.
Sĩ quan ngư lôi của I-7 là người cao cấp nhất còn lại tiếp nhận quyền chỉ huy con tàu, ra lệnh cho I-7 ở lại trên mặt biển và cho thủy thủ đoàn vận hành các khẩu pháo để bắn trả. Nó đã bắn 30 quả đạn pháo 14-cm cùng với đạn súng máy về hướng Monaghan. Tuy nhiên thủy thủ của I-7 vô tình để mở van thùng dằn phía đuôi khiến ngập nước, và con tàu bị nghiêng và chìm phía đuôi tàu. Đến khoảng 19 giờ 45 phút, chiếc tàu ngầm mắc cạn tại Bukhti Point, và sĩ quan ngư lôi tạm quyền hạm trưởng ra lệnh bỏ tàu trong khi thượng sĩ quản trị tiêu hủy các tài liệu mật và phá hủy máy mật mã để ném xuống biển. Trong thời gian đó, một xuồng Daihatsu được phái đến khu vực để chất dỡ hàng tiếp liệu từ I-7 tìm cách liên lạc với chiếc tàu ngầm trong sương mù bằng tín hiệu đèn, nhưng bị Monaghan tấn công bằng súng máy và phải rút lui.
Sử dụng bộ đàm cầm tay, I-7 liên lạc với lực lượng trên bộ tại Kiska lúc 02 giờ ngày 21 tháng 6. Hai xuồng Daihatsu từ Gertrude Cove đi đến cùng mới máy hàn, và cùng với thủy thủ của I-7 bịt kín lổ thủng trên tháp chỉ huy. Xuồng Daihatsu cũng chất dỡ một số hàng tiếp liệu khỏi chiếc tàu ngầm để chuyển lên bờ. Sau cuộc hội ý với các sĩ quan còn lại trên tàu, hạm trưởng tạm quyền của I-7 quyết định đi nhanh trên mặt nước để rút lui về Yokosuka, có thể ghé qua Paramushiro. Sau khi công việc sửa chữa hoàn tất lúc 18 giờ 45 phút, I-7 tiến vào Gertrude Cove lúc 19 giờ 00 để chất dỡ toàn bộ số hàng tiếp liệu còn lại, chôn cất những người tử trận và nhận lên tàu các bộ mật mã mới. Nó khởi hành lúc nữa đêm 21-22 tháng 6.
Monaghan đang tuần tra về phía Nam Kiska trong bối cảnh sương mù khi nó phát hiện I-7 qua radar ở khoảng cách 14.000 yd (13 km) lúc 00 giờ 35 phút ngày 22 tháng 6. Nó tiếp cận mục tiêu, và đến 01 giờ 30 phút đã bắn hải pháo điều khiển bằng radar vào đối phương khi I-7 ở vị trí khoảng 10 nmi (19 km) về phía Nam vịnh Vega. Một lần nữa Monaghan lại gây bất ngờ cho I-7 khi bắn trúng nhiều phát, bao gồm bên mạn trái của tháp chỉ huy, khẩu hải pháo trên boong và thùng dằn phía đuôi tàu, làm thiệt mạng sĩ quan phòng máy và khiến hạm trưởng tạm quyền bị thương nặng. Trung úy sĩ quan tác xạ của I-7 tiếp nhận quyền chỉ huy con tàu, ra lệnh cho thủy thủ bắn trả, và Monaghan ngừng bắn sau mười phút.
Monaghan khai hỏa trở lại lúc 02 giờ 10 phút, chiếu sáng mục tiêu bằng đạn pháo sáng. Khoảng 02 giờ 18 phút, một phát bắn trúng làm hỏng động cơ bánh lái của I-7, khiến chiếc tàu ngầm bắt đầu chạy theo một vòng tròn rộng và quay trở lại Kiska. Một phát đạn pháo khắc bắn trúng đạn dược chứa trên boong tàu gây ra một đám cháy, và khói lửa bị hút vào động cơ diesel khiến có nguy cơ hỏa hoạn bên trong tàu. I-7 bắt đầu ngập nước phía đuôi tàu và bị nghiêng 30 độ qua mạn trái, đồng thời thủy thủ đoàn chịu thương vong nặng,  nên hạm trưởng tạm quyền quyết định đưa nó trở lại Kiska. Monaghan không tiếp tục truy đuổi vì nguy cơ mắc cạn tại vùng nước nông ngoài khơi Kiska.
I-7 mắc cạn lúc 03 giờ 15 phút tại Twin Rocks ngoài khơi vịnh Vega tại tọa độ 51°49′B 177°20′Đ / 51,817°B 177,333°Đ. Nó nhanh chóng bị đắm phần đuôi, khiến một số người bị mắc kẹt bên trong tàu, và một phần phía trước con tàu dài 50 ft (15 m) nhô bên trên mực nước. I-7 bị mất 87 sĩ quan và thủy thủ trong hai cuộc đụng độ với Monaghan và khi nó bị đắm; một xuồng Daihatsu đi đến hiện trường lúc 06 giờ 30 và cứu vớt được 43 người sống sót.
Đến ngày 23 tháng 6, một xuồng Daihatsu đi đến hiện trường chở theo thợ lặn để tìm cách thu hồi các bộ mật mã mà I-7 mang theo khi nó đắm. Tuy nhiên họ đã không tìm thấy các tài liệu này, và sau đó cài các khối chất nổ để phá hủy phần mũi tàu. Phía Nhật Bản hoàn tất việc triệt thoái lực lượng khỏi Kiska vào ngày 28 tháng 7, và lực lượng Hoa Kỳ đổ bộ lên hòn đảo bị bỏ lại này vào ngày 15 tháng 8.
Tên của I-7 được cho rút khỏi đăng bạ hải quân vào ngày 20 tháng 8, 1943.

## Diễn biến tiếp theo
Vào ngày 26 tháng 8, tàu kéo hạm đội USS Ute đi đến nơi để khảo sát xác tàu đắm của I-7, phát hiện chiếc tàu ngầm trong tình trạng lật nghiêng qua mạn trái tại độ sâu 60 ft (18 m). Cho dù tháp chỉ huy bị hư hại nặng, số hiệu con tàu vẫn được nhìn thấy. Đến ngày 7 tháng 9, tàu cứu hộ tàu ngầm USS Florikan lại đi đến để tiếp tục khảo sát xác tàu trong vòng một tháng, khi bảy thợ lặn đi vào bên trong xác tàu và thu lượm được nhiều tài liệu tình báo giá trị.